# Silvio Rojas
Edmundo Silvio Rojas Aguilera (Porongo, 3 de noviembre de 1959) es un exfutbolista y político boliviano. Fue alcalde del municipio de Porongo. Como jugador se desempeñaba como delantero. Fue internacional con la selección boliviana.

## Selección nacional

### Categorías inferiores
Fue convocado a la selección nacional sub-20 que disputó el Sudamericano Sub-20 de 1977 y el Sudamericano Sub-20 de 1979.
| Torneo                      | Sede      | Resultado |
| --------------------------- | --------- | --------- |
| Sudamericano Sub-20 de 1977 | Venezuela | 9.°       |
| Sudamericano Sub-20 de 1979 | Uruguay   | 8.°       |

### Selección absoluta
Debutó con la selección absoluta el 2 de julio de 1980 en un partido amistoso frente a Polonia, ese mismo año fue convocado para disputar la Copa América 1983. Debutó en la competición el 14 de agosto en la derrota 0-1 ante Colombia en el Estadio Hernando Siles. Luego jugó como titular ante Perú (21 de agosto) y como suplente en el partido de vuelta con Colombia (31 de agosto); en esta última ocasión marcó el gol del empate 2-2 en el minuto 80.
Luego de cuatro años volvió a ser convocado para disputar la Copa América 1987, en la que no disputó ningún partido.

## Clubes
| Club            | País    | Año         |
| --------------- | ------- | ----------- |
| Deportivo Bata  | Bolivia | 1977 - 1978 |
| Blooming        | Bolivia | 1979 - 1981 |
| The Strongest   | Bolivia | 1982        |
| Blooming        | Bolivia | 1983 - 1987 |
| Real Santa Cruz | Bolivia | 1988        |
| Destroyer's     | Bolivia | 1989        |
| San José        | Bolivia | 1990        |
| Orcobol         | Bolivia | 1991        |
| Destroyer's     | Bolivia | 1992        |

## Palmarés

### Títulos nacionales
| Título           | Club     | Año  |
| ---------------- | -------- | ---- |
| Primera División | Blooming | 1984 |

## Trayectoria política
Luego de su retiro como futbolista  fue invitado por el Movimiento Nacionalista Revolucionario (MNR) para las municipales, siendo electo como alcalde del municipio de Porongo y posteriormente ejercería como concejal de dicho municipio.